# Auberon Waugh
Auberon Waugh (17 de novembro de 1939 — 16 de janeiro de 2001) foi um jornalista e romancista britânico e filho mais velho do romancista Evelyn Waugh. 
Ele foi nomeado em homenagem a Auberon Herbert (1922–1974), irmão de sua mãe, proprietário de terras e defensor das causas do Leste Europeu após a Segunda Guerra Mundial, ele próprio nomeado em homenagem a Auberon Herbert (1838–1906), filho do 3º Conde de Carnarvon. Seu apelido usado por amigos e familiares era "Bron".
Nascido no momento em que estourou a Segunda Guerra Mundial, Waugh quase não viu seu pai até os cinco anos. Seus pais eram católicos romanos (sua mãe por nascimento e seu pai por conversão), ele foi educado na Escola Beneditina Downside em Somerset e passou nos exames de nível A de grego e latim aos quinze anos de idade. Ele iniciou um curso de filosofia, política e economia na Christ Church, Oxford, onde realizou uma exposição em inglês. Foi rústico pelas autoridades acadêmicas e nunca mais voltou à universidade, preferindo começar cedo no jornalismo.